# Carina Vitulano

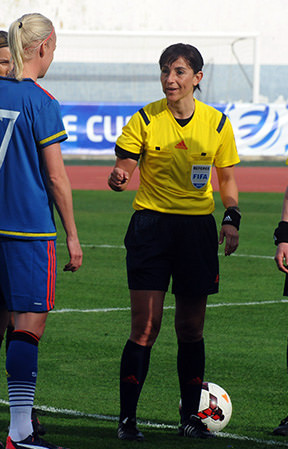
Carina Vitulano (2015)

Carina Susana Vitulano (* 22. Juli 1975) ist eine ehemalige italienische Fußballschiedsrichterin.
Von 2005 bis 2018 stand sie auf der FIFA-Liste und leitete internationale Fußballpartien.
Bei der Europameisterschaft 2013 in Schweden pfiff Vitulano eine Partie in der Gruppe C sowie das Viertelfinale zwischen Frankreich und Dänemark (1:1 n. V., 2:4 i. E.).
Bei der Weltmeisterschaft 2015 in Kanada leitete Vitulano mit ihren Assistentinnen Michelle O’Neill und Tonja Paavola ein Gruppenspiel sowie das Viertelfinale zwischen China und den USA (0:1).
Zwei Jahre später leitete Vitulano bei der Europameisterschaft 2017 in den Niederlanden zwei Gruppenspiele.
Zudem wurde sie bei der U-19-Europameisterschaft 2011 in Italien als Vierte Offizielle eingesetzt, leitete zwei Partien bei der U-17-Weltmeisterschaft 2014 in Costa Rica sowie eine Partie bei der U-20-Weltmeisterschaft 2014 in Kanada.